# Fly Pan Am
Pour les articles homonymes, voir Pan Am (homonymie).
Fly Pan Am, ou Le Fly Pan Am, est un groupe de post-rock canadien, originaire de Montréal, au Québec. Ils publient leurs albums sous le label indépendant Constellation Records.

## Biographie
Le groupe est formé en 1996 par les guitaristes Jonathan Parant et Roger Tellier-Craig, le batteur Felix Morel, et le bassiste Jean-Sebastien Truchy. Eric Gingras les rejoint en 2002, à la guitare et aux percussions.
Roger-Tellier Craig est initialement membre d'un autre groupe sur Constellation Records, Godspeed You! Black Emperor. Il quitte ce groupe en 2003 pour se consacrer uniquement à Fly Pan Am.
Le groupe s'inspire de la culture franco-canadienne du Québec, et de la scène musical avant-gardiste émergente de Montréal. Le français est majoritairement utilisé dans leurs albums et dans l'écriture des paroles, avec parfois un peu d'anglais. Leurs anciens titres, comme l'explique Roger Tellier-Craig, étaient écrits d'une manière à interpréter les chansons. L'usage inhabituel de sons électroniques, occasionnellement fournis par Alexandre St-Onge, servaient à « feinter » l'auditeur.
Le groupe enregistre ses albums à l'Hotel2Tango (en), un studio d'enregistrement montréalais, propriété d'Efrim Menuck et Thierry Amar (en) de Godspeed You! Black Emperor, et de Howard Bilerman (en). Après l'annonce en 2006 d'une pause à durée indéterminée, Roger Tellier-Craig forme le groupe expérimental Pas Chic Chic avec Éric Gingras à la basse. Felix Morel sera batteur dans le groupe de sludge Panopticon Eyelids et pour Les Enfants Sauvages. Éric Gingras publie également deux albums intitulés Enfant magique et L'art d'enfiler les pearls, respectivement, sous le label indépendant No Weapon. Jean-Sébastien Truchy, lui, se consacre au groupe Avec le Soleil Sortant de sa Bouche, également publié sur étiquette Constellation Records.
Après une pause de plusieurs années, le groupe se reforme en 2018 et donne son premier concert en 14 ans. L'année suivante sort un nouvel album, intitulé C'est ça. Le cinquième album du groupe, Frontera, sort en 2021.

## Discographie

### Albums studio
- 1999 : Fly Pan Am
- 2002 : Ceux qui inventent n'ont jamais vécu (?)
- 2004 : N'écoutez pas
- 2019 : C'est ça
- 2021 : Frontera

### EP et singles
- 1998 : Lost in the House
- 2000 : Sédatifs en fréquences et sillons